# El burlador de Sevilla y convidado de piedra
El burlador de Sevilla y convidado de piedra ou L'Abuseur de Séville est une pièce de théâtre écrite par le moine dramaturge Tirso de Molina. Imprimée et jouée en 1630, elle connut rapidement le succès. Texte fondateur, il est le premier à évoquer la figure de don Juan.

## Postérité
L'Abuseur de Séville est la première œuvre littéraire créant le mythe de don Juan.
Le mythe sera plus tard repris par des auteurs italiens, par Villiers et Dorimond, Molière en 1665, Thomas Corneille, Carlo Goldoni en 1735, Gasparo Angiolini et Christoph Willibald Gluck (ballet pantomime, 1761), da Ponte et Mozart, Alexandre Pouchkine, un poème de Charles Baudelaire et bien d'autres.

## Résumé
Dans cette version primitive, don Juan s'enfuit du palais de Naples après avoir séduit la duchesse Isabelle en se faisant passer pour son amant, don Octavio. Son oncle, l'ambassadeur d'Espagne, l'aide à fuir par sentiment d'honneur et don Juan prend alors le bateau pour l'Espagne. L'embarcation fait malheureusement naufrage et don Juan est recueilli et soigné par Tisbée, une splendide jeune femme que don Juan s'empresse de séduire, lui promettant de l'épouser. Il ne respecte pas sa promesse et l'abandonne, puis se rend à Séville où il continue ses méfaits. Le roi de Naples, ayant appris la supercherie de l'Espagnol, veut imposer à don Juan d'épouser Isabelle. De son côté, don Juan séduit tour à tour l'amante du duc Mota, dona Ana (dont il tue le père, don Gonzalo), ainsi qu'une paysanne, Aminta. Un soir, moqueur, il invite à dîner la statue de don Gonzalo. La statue accepte, à la plus grande surprise de don Juan, et vient chez lui. Cependant, elle ne mange pas et lui propose un dîner le lendemain. Don Juan s'y rend et le dîner est infernal. Lorsqu'il veut s'éclipser, la statue lui attrape la main et l'emmène en enfer. Les victimes de don Juan plaident ensuite leur cause devant le roi : les épousées sont considérées veuves de don Juan, et peuvent ainsi se marier avec ceux qu'elles aiment (Isabelle avec Octavio, Ana avec Mota, Aminta avec Batricio, Tisbée avec qui elle voudra).

## Traductions
Le texte a bénéficié de plusieurs traductions en français :
- Le Séducteur de Séville ou le Convive de marbre, traduit par Charles Poitvin, Bruxelles, Auguste Pagny libraire-éditeur, 1851.
- « Le Séducteur de Séville et le Convive de pierre », dans Théâtre de Tirso de Molina, traduit par Alphone Royer, Paris, Michel Lévy, 1863.
- Le Séducteur de Séville, traduit par Jean Cassou et Jean Camp, Paris, Nouvelles éditions latines, 1935.
- Le Trompeur de Séville et le Convive de pierre, traduit par M. Espinosa et Claude Elsen, Paris, Le Livre "Club du libraire", 1958.
- L'Abuseur de Séville et l'invité de pierre, traduction et notes de Pierre Guenoun, Paris, Aubier-Montaigne, 1962.
- Le Trompeur de Séville et l’Invité de pierre, 2012, traduit, préfacé et annoté par Henri Larose, Gallimard, collection Folio bilingue (n° 178).